# Palacio de la Diputación de Guadalajara
El palacio de la Diputación es la sede de la Diputación Provincial de Guadalajara. Está situado en el centro de la ciudad de Guadalajara (España), la capital provincial.

## Descripción
Se trata de un edificio exento de base rectangular irregular distribuido en dos plantas articuladas en torno a un patio central cuadrado de estilo neomudéjar con grandes galerías que dan a las distintas dependencias.
El exterior es de ladrillo visto sobre un zócalo de piedra caliza en casi todo el edificio salvo la fachada principal. Las plantas se diferencian entre sí por una cornisa corrida alrededor del edificio.
La fachada principal se levanta en el lado sur del edificio. Sobresale sobre el plano del resto de la fachada y está construida en su totalidad de la misma piedra que el zócalo. Tiene en el centro una gran portada y sobre ella un balcón corrido con tres ventanales semicirculares que dan al salón de plenos. Entre cada ventanal hay cuatro medallones vacíos que anteriormente estaban decorados con los bustos de Luis de Lucena, el Cardenal Mendoza, Antonio del Rincón y Lorenzo Arrazola. La fachada está rematada por una especie de pequeña espadaña con el escudo provincial, y bajo ella la inscripción DIPUTACIÓN PROVINCIAL flanqueada por los escudos de los que en el momento de la construcción del palacio eran las cabeceras de los partidos judiciales de Guadalajara.
El edificio ha sufrido dos reformas considerables a lo largo de los años: en 1945 se sustituyó la escalera principal de acceso a la primera planta por otra más amplia y monumental. Y entre 1980 y 1984 se sustituyó la cubierta y se habilitó una buhardilla para nuevas oficinas, y en el sótano se recuperó un espacio diáfano para sala de exposiciones y algunos despachos.